# Gijs van Dijk
Gijs Jan van Dijk (Leiden, 27 oktober 1980) is een Nederlands voormalig parlementslid en een voormalig vakbondsbestuurder. Van 2017 tot 2022 was hij voor de Partij van de Arbeid (PvdA) lid van de Tweede Kamer. 

## Biografie
Van 2003 tot 2005 was Van Dijk filiaalhouder van WE Fashion. Van 2004 tot 2005 was hij ook vicevoorzitter van de Landelijke Studentenvakbond (LSVb). Hij was adviseur bij de HBO-raad van 2005 tot 2007. Daarna werkte hij bij de Algemene Onderwijsbond (AOb), van 2007 tot 2010 als sectorbestuurder en van 2010 tot 2013 als afdelingshoofd.
Vanaf mei 2013 was hij vicevoorzitter van de Federatie Nederlandse Vakbeweging (FNV). Vanaf juni 2015 was hij namens de FNV lid van de Sociaal-Economische Raad. Na het vertrek van Ton Heerts op 1 juli 2016 was hij tot begin 2017 waarnemend voorzitter van de FNV samen met de twee andere vicevoorzitters Catelene Passchier en Ruud Kuin.
Van Dijk was lid van de Partij van de Arbeid (PvdA), is in 2003 overgestapt naar GroenLinks omdat de PvdA de Irakoorlog steunde en hij de partij te neoliberaal geworden vond, maar is in 2016 weer lid geworden van de PvdA nadat Lodewijk Asscher hem had gevraagd. Van Dijk stond op plaats 5 van de kandidatenlijst van de PvdA voor de Tweede Kamerverkiezingen op 15 maart 2017 waarmee hij de hoogst geplaatste nieuwe kandidaat was en werd ondanks de flinke nederlaag van de partij Tweede Kamerlid.
Van Dijk maakte deel uit van de parlementaire enquêtecommissie aardgaswinning Groningen.
Op 15 februari 2022 stapte Van Dijk op als Tweede Kamerlid, nadat er over hem meerdere meldingen bij de PvdA waren binnengekomen van "ongewenst gedrag in de privésfeer". Een onderzoeksbureau ingeschakeld door de partij concludeerde dat "de door meldsters gestelde feiten in hoofdzaak aannemelijk zijn."
Op 28 oktober 2022 maakte de PvdA excuses voor haar houding tegenover Van Dijk, en onderschreef expliciet dat de meldingen over Van Dijk betrekking hadden op diens privéleven en niet op seksueel grensoverschrijdend gedrag: "Het spijt het partijbestuur dat die indruk niet eerder is weggenomen." Van Dijk kon op dat moment terugkeren in de PvdA-fractie, maar besloot daarvan af te zien. Over de kwestie werd een documentaire gemaakt door Tim Hofman.
In 2025 verscheen een artikel van de Groene Amsterdammer waaruit bleek dat Van Dijk een van de 15 Kamerleden was die de meeste taken oppakte.

## Verdere activiteiten
Van Dijk is sinds eind 2023 bestuurslid van de Voedselbank Haaglanden.

## Persoonlijk
Van Dijk heeft op het eiland Texel gewoond in Den Burg.
- Parlement.com: vk91h1qxzhtg